# Samerberg
Samerberg település Németországban, azon belül Bajorországban. Lakosainak száma 2895 fő (2023. december 31.). Samerberg Rohrdorf és Nußdorf am Inn községekkel határos.

## Népesség
A település népessége az elmúlt években az alábbi módon változott:
| Lakosok száma | 1574 | 1800 | 2604 | 2627 | 2718 | 2811 | 2837 | 2814 | 2882 | 2895 |
|               | 1970 | 1975 | 2011 | 2012 | 2014 | 2015 | 2017 | 2019 | 2022 | 2023 |